# Provincia de Lagmán
Lagmán (del persa: لغمان) es una de las 34 provincias de Afganistán. Ubicada en la porción oriental del país, teniendo como capital a la ciudad de Mehtar Lam. 

## Distritos
- Alingar
- Alishing
- Dawlat Shah
- Mihtarlam
- Qarghayi